# Roxen
Roxen, pseudonimo di Larisa Roxana Giurgiu (Cluj-Napoca, 5 gennaio 2000), è una cantante rumena.
Avrebbe dovuto rappresentare la Romania all'Eurovision Song Contest 2020 con il brano Alcohol You, ma in seguito all'annullamento dell'evento a causa della pandemia di COVID-19, è stata riconfermata come rappresentante nazionale per l'edizione del 2021, dove ha cantato Amnesia.

## Biografia
Roxen, originaria di Cluj-Napoca, ha iniziato a muovere i primi passi nella musica a sette anni e sale alla ribalta nel 2019, quando ha firmato un contratto discografico con la Global Records. Nello stesso anno ha collaborato con il produttore Sickotoy al singolo You Don't Love Me, brano che ha scalato le classifiche fino a raggiungere il terzo posto della Romanian Top 100 e il settimo nella classifica bulgara. Il suo singolo di debutto come solista, Ce-ți cântă dragostea, è stato pubblicato a novembre dello stesso anno e si è piazzato al primo posto della classifica a marzo 2020. Ha ottenuto il suo secondo singolo numero uno nel successivo ottobre con Spune-mi.
L'11 febbraio 2020 è stato confermato che l'ente televisivo nazionale rumeno TVR ha selezionato Roxen, su tre possibili candidati, come rappresentante nazionale per l'Eurovision Song Contest 2020 a Rotterdam, nei Paesi Bassi. Il suo brano, Alcohol You, è stato scelto fra cinque canzoni tramite il programma di selezione Selecția Națională, trasmesso in diretta il 1º marzo 2020.
Nonostante l'annullamento dell'evento due mesi prima a causa della pandemia di COVID-19, l'artista viene riconfermata come rappresentante nazionale per il 2021. Il suo nuovo brano eurovisivo, Amnesia, è stato pubblicato a marzo 2021. Nel maggio successivo, Roxen si esibisce nella prima semifinale eurovisiva, piazzandosi al 12º posto su 16 partecipanti con 85 punti totalizzati e non qualificandosi per la finale.

## Vita privata
All'età di 14 anni, gli viene diagnosticata con la malattia di Lyme. È vegetariana. A partire da giugno 2020, risiede a Bucarest. All'inizio dello stesso mese, è stata vittima di abusi emotivi e ricatti da parte di un ex fidanzato e ha ottenuto un ordine restrittivo nei suoi confronti dopo aver presentato una denuncia alla polizia locale.
Nel luglio 2021, la cantante ha dichiarato di essere una persona non binaria in un video su TikTok e ha poi precisato che si identifica con tutti i pronomi.

## Discografia

### Singoli
- 2019 – Ce-ți cântă dragostea
- 2019 – I Don't Care
- 2020 – Alcohol You
- 2020 – Storm
- 2020 – Colors
- 2020 – Cherry Red
- 2020 – Beautiful Disaster
- 2020 – Escape
- 2020 – Spune-mi
- 2020 – How to Break a Heart
- 2020 – Wonderland (con Alexander Rybak)
- 2021 – Parte din tine (con DJ Project)
- 2021 – Amnesia
- 2021 – Inimă nu fi de piatră
- 2021 – Money Money (con Strange Fruits Music)
- 2021 – Strada ta (con Nane)
- 2021 – Crazy Valorant (con Killa Fonic)
- 2021 – Dincolo de Marte (con Randi)
- 2022 – Ufo
- 2022 – Pintre stele
- 2022 – Ghost (con Mausio)
- 2022 – Nono Bad
- 2022 – Biggest Idiot
- 2022 – Fool
- 2022 – Niciodată înapoi (con Rava)
- 2022 – A trecut vara
- 2022 – Enemies (con Selin)
- 2023 – Fato (con Sapte)
- 2023 – Daca ma cauti (con Sapte)
- 2023 – Cenusa
- 2023 – Infinit
- 2023 – În inimă crăciun
- 2024 – Saruta-ma
- 2024 – Lasă-mă
- 2024 – Nu pleca (con Liviu Teodorescu)
- 2025 – Save You

#### Collaborazioni
- 2019 – You Don't Love Me (Sickotoy feat. Roxen)
- 2020 – Over and Over (PAX feat. Roxen)
- 2020 – Devil in Disguise (Coyot feat. Roxen)

## Riconoscimenti
- The Artist Awards
  - 2020 – International Breakthrough[17]